# Charles Shepherd

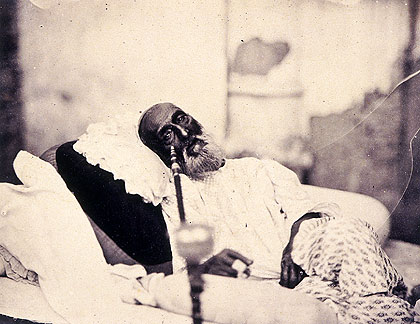
Unique photographie de Muhammad Bahâdur Shâh le dernier empereur moghol prise lors de son exil à Rangoon. Photographie de Robert Tytler et de Charles Shepherd, mai 1858.

Charles Shepherd est un photographe et imprimeur anglais qui travailla en Inde à la fin du XIXe siècle. Il fonda des sociétés avec Samuel Bourne et Arthur Robertson.
La firme Bourne and Shepherd est une des plus vieilles entreprises photographiques du monde.

## Quelques photos

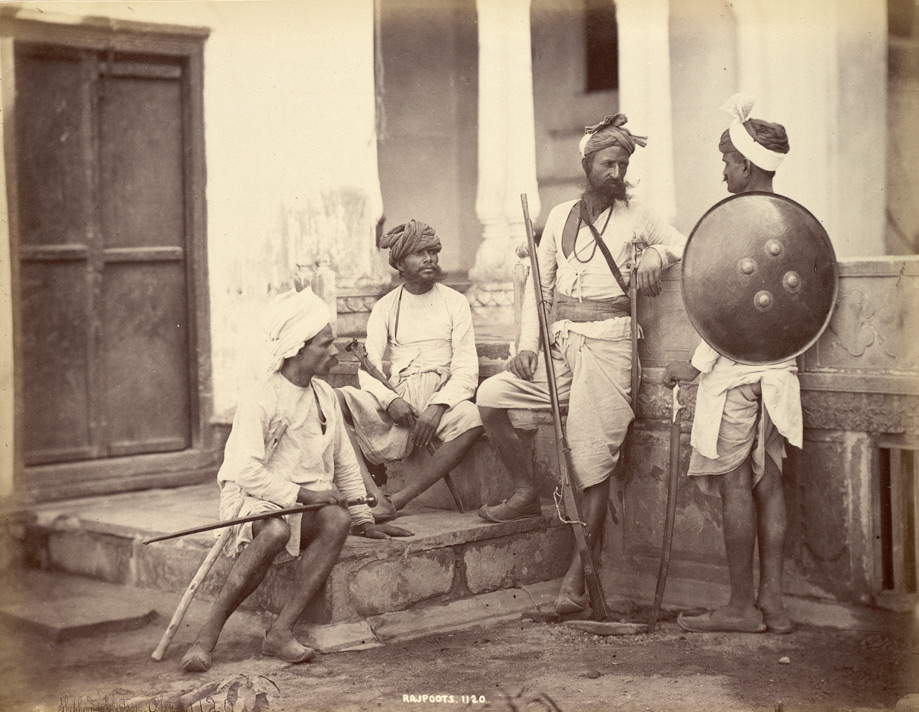
Hindous rajputs de haute caste. Shepherd & Robertson. Photo pour le livre The People of India de Forbes Watson, 1868.
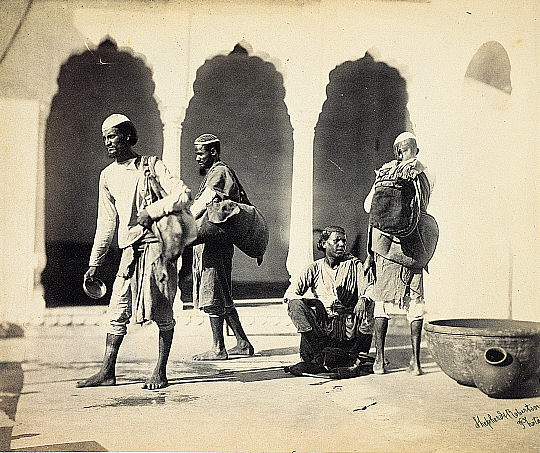
Des Bhishti (en). Shepherd & Robertson. Photo pour le livre The People of India de Forbes Watson, 1868.
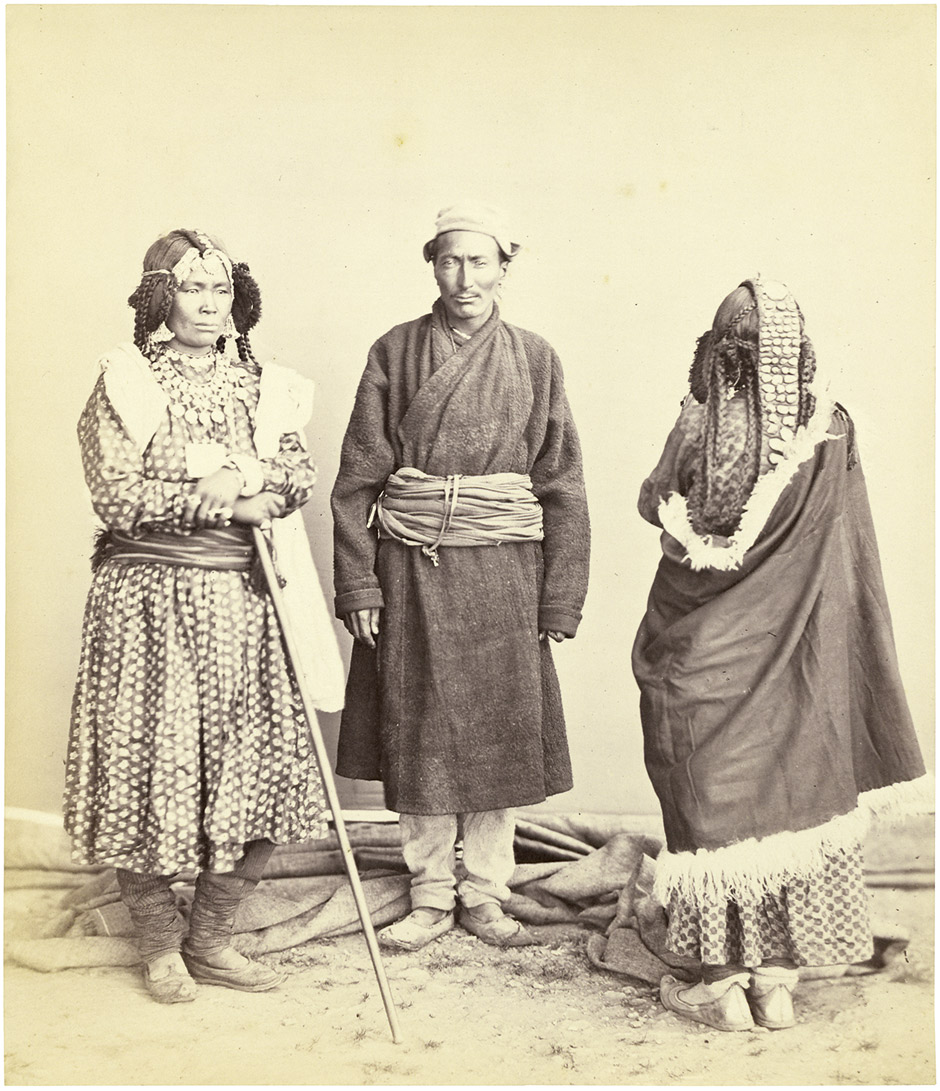
Trois Tibétains en costume traditionnel. Bourne & Shepherd, 1865-1866.